# Fürstenfeldbruck
Fürstenfeldbruck là một town trong bang Bayern, nước Đức. Đô thị Fürstenfeldbruck có diện tích 32,53 km², dân số thời điểm 31 tháng 12 năm 2006 là 33.623 người. Đây là thủ phủ huyện Fürstenfeldbruck. Từ thập niên 1930, tại Fürstenfeldbruck có một căn cứ không quân. 

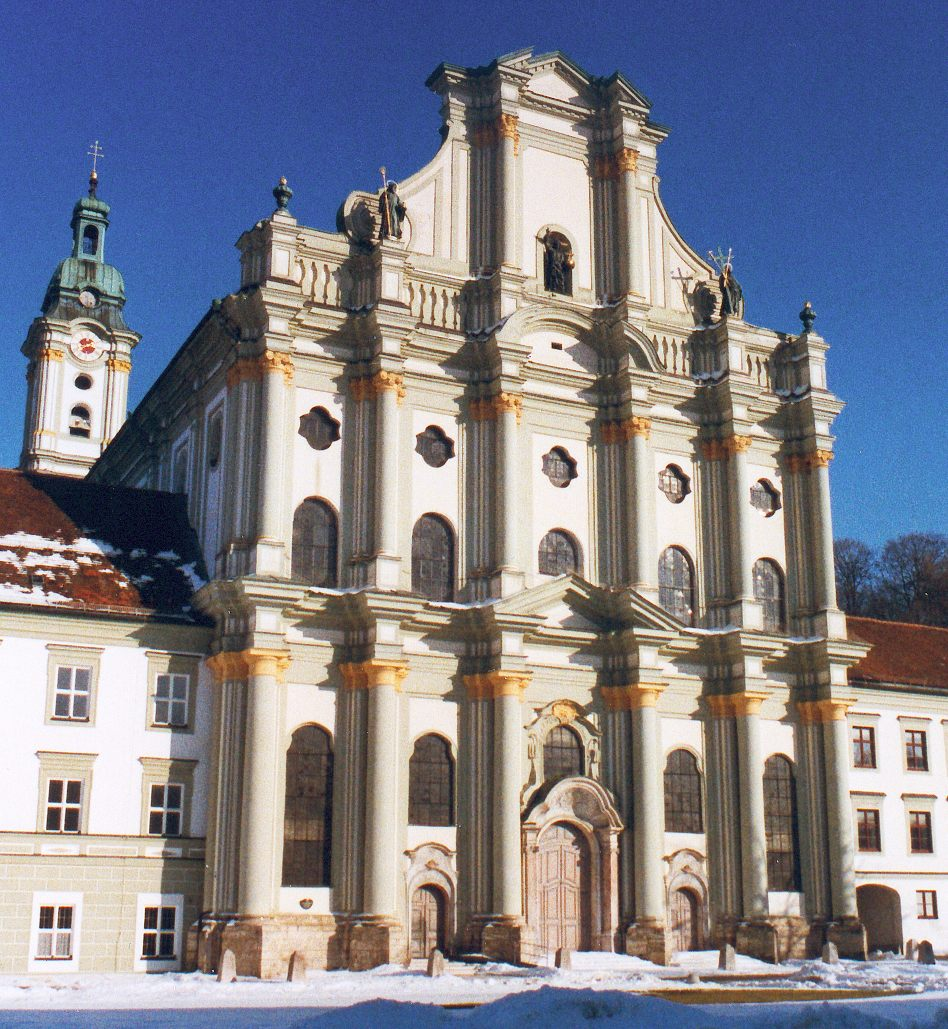
Giáo đường St. Mary (Fürstenfeld Abbey)

Fürstenfeldbruck nằm ở trung độ giữa Munich và Augsburg, dọc theo sông Amper.

## Thành phố kết nghĩa
- Zadar, Croatia
- Cerveteri, Italia
- Livry Gargan, Pháp
- Wichita Falls, Hoa Kỳ
- Almuñécar, Tây Ban Nha